# Korksaari
Korksaari är en ö i Finland. Den ligger i sjön Hirsijärvi och i kommunen Salo i den ekonomiska regionen  Salo och landskapet Egentliga Finland, i den södra delen av landet, 80 km väster om huvudstaden Helsingfors. Öns area är 4 hektar och dess största längd är 310 meter i sydöst-nordvästlig riktning.